# فيرن ميكلسن
فيرن ميكلسن (بالإنجليزية: Vern Mikkelsen) مواليد 21 أكتوبر 1928 في بارلير - الوفاة 21 نوفمبر 2013، كان لاعب كرة سلة أمريكي تحول إلى التدريب بعد الاعتزال بدأ مسيرته الاحترافية في سنة 1949. بلغ طوله 6 قدم 7 بوصة (2.0 م). اعتزل اللعب في 1959.

## فرق لعب لها
- لوس أنجلوس ليكرز

## روابط خارجية
- فيرن ميكلسن على موقع IMDb (الإنجليزية)
- فيرن ميكلسن على موقع إن إن دي بي (الإنجليزية)
- فيرن ميكلسن على موقع إن بي أي (الإنجليزية)
- فيرن ميكلسن على موقع سبورتس رفرنس (الإنجليزية)
- فيرن ميكلسن على موقع كلية كرة السلة في سبورتس رفرنس.كوم (الإنجليزية)
- فيرن ميكلسن على موقع ريلجم (الإنجليزية)
- فيرن ميكلسن على موقع بروبوليرز (الإنجليزية)
- فيرن ميكلسن على موقع سبورتس رفرنس (الإنجليزية)